# 12 Близнецов
12 Близнецов (лат. 12 Geminorum, HD 43836) — двойная звезда в созвездии Близнецов на расстоянии приблизительно 5 746 световых лет (около 1 762 парсеков) от Солнца. Видимая звёздная величина звезды — +6,97m.

## Характеристики
Первый компонент — яркий бело-голубой гигант спектрального класса B9II. Радиус — около 24,98 солнечных. Эффективная температура — около 6276 К.